# Hamed Lak
Hamed Lak (en persa: حامد لک‎; Aligudarz, Lorestán, 24 de noviembre de 1990) es un futbolista iraní que juega en la demarcación de portero para el Mes Rafsanjan FC de la Iran Pro League.

## Selección nacional
Tras jugar cuatro partidos con la selección de fútbol sub-23 de Irán, finalmente el 15 de diciembre de 2012 hizo su debut con la selección absoluta en un encuentro del Campeonato de la Federación de Fútbol de Asia Occidental contra Yemen que finalizó con un resultado de 2-1 a favor del combinado iraní tras los goles de Essam Al-Worafi por parte del combinado yemení, y de Omid Nazari y Yaghoub Karimi por parte de Irán. Su segundo partido con la selección tardó cinco años más en producirse, esta vez en calidad de amistoso contra Togo, el 5 de octubre de 2017.

## Clubes
| Club                  | País | Año         | Partidos | Goles |
| --------------------- | ---- | ----------- | -------- | ----- |
| Saba Qom FC           | Irán | 2010 - 2013 | 58       | 0     |
| Tractor Sazi FC       | Irán | 2013 - 2015 | 51       | 0     |
| Saba Qom FC           | Irán | 2015 - 2017 | 38       | 0     |
| Saipa FC              | Irán | 2017        | 14       | 0     |
| Foolad FC             | Irán | 2017 - 2018 | 25       | 0     |
| FC Nassaji Mazandaran | Irán | 2018 - 2019 | 24       | 0     |
| Machine Sazi FC       | Irán | 2019 - 2020 | 26       | 0     |
| Persépolis FC         | Irán | 2020 - 2022 | 69       | 0     |
| Mes Rafsanjan FC      | Irán | 2022 -      | 6        | 0     |

## Palmarés

### Campeonatos nacionales
| Título            | Club            | País | Año  |
| ----------------- | --------------- | ---- | ---- |
| Copa Hazfi        | Tractor Sazi FC | Irán | 2014 |
| Iran Pro League   | Persépolis FC   | Irán | 2021 |
| Supercopa de Irán | Persépolis FC   | Irán | 2021 |